# NGC 7545
NGC 7545 é uma galáxia espiral barrada (SBb) localizada na direcção da constelação de Grus. Possui uma declinação de -38° 32' 06" e uma ascensão recta de 23 horas, 15 minutos e 32,3 segundos.
A galáxia NGC 7545 foi descoberta em 4 de Setembro de 1834 por John Herschel.